# المجلس البريطاني لتصنيف الأفلام
المجلس البريطاني لتصنيف الأفلام (بالإنجليزية: British Board of Film Classification)‏ أو BBFC هو منظمة بريطانية غير حكومية تأسست في عام 1912. المجلس هو مسؤول عن التصنيف والرقابة للأفلام المعروضة في دور السينما وأعمال الفيديو الموزعة في المملكة المتحدة كأفلام الفيديو وبرامج التلفاز والعروض الترويجية وغيرها من الوسائط المرئية، وهو موكل قانونيًا بتصنيف جميع أعمال الفيديو التي يتم إصدارها بصيغ في إتش إس، دي في دي، وبلو راي، وبدرجة أقل يتم تصنيف ألعاب الفيديو بموجب قانون تسجيلات الفيديو لعام 1984.
تأسس المجلس بواسطة الفاعلين الكبار في صناعة السينما في بريطانيا، وبعد بضعة سنوات وضع المجلس لوائح إرشاداته الأولى، وقد تسببت قرارات المجلس إثارة الجدل في مرات عديدة بسبب اعتماده تصنيفات لأفلام مثيرة للجدل أو منحه تصنيفات متشددة لأفلام لم تواجه رقابة ورائجة في دول أخرى، ولذا شهد التصنيف تراخيًا في بعض الفترات، والتي بدأت في الخمسينيات والستينيات، ثم دخل المجلس في مرحلة جديدة من التخفيف في أواخر التسعينيات، حيث أبعد عن ناظره العديد من الأمور التي كانت تعتبر مخالفة في السابق ووجه تركيزه نحو عملية التصنيف بذاتها بعيدًا عن الرقابة وبدأ في تجاهل أكثر المخالفات باستثناء المشاهد الجنسية الصريحة والعنف المفرط، كما أعاد تصنيف العديد من الأفلام القديمة بتصنيفات أقل حدة، وهو الاتجاه الذي استمر عليه المجلس في الألفية الجديدة.
المجلس البريطاني لتصنيف الأفلام هو منظمة كوانغو ممولة ذاتيًا يقع مقرها في ميدان سوهو بلندن. يتم التحكم في شؤون أعماله من قبل مجلس إدارة يتم اختياره من الشخصيات البارزة في قطاعي التصنيع والخدمات في صناعة السينما. يعين المجلس رئيسًا له، وهو الذي يتحمل المسؤولية القانونية عن تصنيف مقاطع الفيديو، كما يعين مديرًا ليتحمل المسؤولية التنفيذية ويضع السياسات. يتم تمويل المجلس، من الرسوم التي يتقاضاها لتصنيف الأفلام ومقاطع الفيديو ويتم تشغيله على أساس غير هادف للربح.

## التاريخ
أنشأ المجلس البريطاني لتصنيف الأفلام في عام 1912 باسم المجلس البريطاني لرقابة الأفلام (British Board of Film Censors)، وكان المؤسسون من داخل صناعة السينما ذاتها، حيث أرادوا تولي مسألة الرقابة على الأفلام بدلاً من أن يقوم غيرهم بها. وكان فيلم من المذود إلى الصليب (From the Manger to the Cross) الذي صدر في أكتوبر 1912 هو المحفّز الأساسي لتأسيس المجلس، وذلك بعد الجدل الذي أثير بعد عرض الفيلم الذي يحكي حياة المسيح والذي عُرض في قاعة الملكة في لندن ومن ثم انتقاد الكثيرين له مثل جريدة دايلي ميل التي تساءلت في إحدى مقالاتها: «ألا يوجد شيء مقدس عند مخرج الفيلم؟». ولذلك تركزت جهود الفاعلون الكبار في صناعة السينما في المملكة المتحدة على إنشاء مؤسسة وطنية للرقابة على كل الأفلام المعروضة. وقد اشترط مرسوم السينماتوغراف لعام 1909 من صالات العرض أن تحصل على شهادات موافقة من السلطات المحلية، وكان قد صدر المرسوم بسبب الحرائق المتكررة في صالات العرض. لكن بعد عام واحد، صدر حكم بعدم تقييد حصول شهادات الموافقة بدواعي الأمن والسلامة. ومن هنا توفرت بيئة قانونية لتأسيس مجلس قادر على رفض منح شهادات لصالات العرض بسبب دواعي أخرى كالمتعلقة بمحتوى الأفلام نفسها. وقد باشر المجلس عمله فعليًا في الأول من يناير 1913. وكانت بناية المقرّ الأول للمجلس تقع في 135-133 شارع أكسفورد، لندن، عند تقاطع شارع وردور، وهي المنطقة التي كانت مركز صناعة السينما في بريطانيا لسنوات عديدة.
على عكس قانون إنتاج الأفلام في الولايات المتحدة (الذي كان يعرف أيضًا باسم كود هايز، نسبةً إلى ويل هاريسون هايز) والذي أصدرته جمعية الفيلم الأمريكي في 1930، فإن المجلس البريطاني لتصنيف الأفلام في بدايته لم يقدم قواعد أو إرشادات مكتوبة لتوضيح كل الأمور المخالفة، لكن في عام 1916 قام رئيس المجلس توماس باور أوكونور بإعلان 43 مخالفة على هيئة نقاط محددة من بينها «تعذيب الحيوانات، المعالجة غير المبررة للأمور المقدسة، تعذيب الأطفال والتعذيب المفرط للبالغين وبشكل خاص النساء، التصوير المروع لمآسي الحروب، المبالغة في مشاهد السكارى، عمليات الإعدام، عادات المخدرات كالأفيون والكوكاكيين».
ورد في التقرير السنوي للمجلس لعام 1926 تحديد واضح لسبع قضايا رئيسية يمكن أن تتدخل فيها الرقابة، وتتعلق بالأمور الدينية والسياسية والعسكرية والاجتماعية والمتعلقة بالجنس والجريمة والعنف. ومن بين التصنيفات والتقارير غير العادية التي ميزت تلك الفترة هو التقرير الذي صدر عن الفيلم السريالي الصدف والقسيس للفرنسية جرمان دولاك، حيث ذكر أن «الفيلم بلا معنى»، لكن «إن كان له معنى، فهو قطعًا مرفوض».
باتت العلاقة بين الحكومة البريطانية ومجلس تصنيف الأفلام حاضرة بشكل غير رسمي. ففي فترة ما قبل الحرب العالمية الثانية، تم الاتفاق مع وزارة الداخلية على إرساء نظام غير رسمي للرقابة على المحتوى السياسي للأفلام. كانت السينما آنذاك وسيط له تأثير قوي على المجتمع، وخشت العديد من الحكومات من استخدام هذا الوسيط الجديد كدعاية مثلما حدث في الاتحاد السوفيتي وألمانيا النازية. ومن بين الأفلام التي أثارت الجدل سياسيًا في تلك الفترة، فيلم الفجر (Dawn) لهربرت ويلكوكس في عام 1928 والذي صور حياة الممرضة البريطانية إديث كافيل التي أنقذت ضحايا من الجانبين خلال الحرب العالمية الأولى ومن ثم إعدامها في النهاية، وهو المشهد الذي تحفظت عليه السفارة الألمانية، مما تسبب في زيادة الضغوط من وزارة الداخلية على مجلس تصنيف الأفلام. ووصلت التخوفات أقصاها خلال عقد الثلاثينيات، حيث تم الاتفاق على أن يرسل كل صناع الأفلام السيناريوهات الخاصة بأفلامهم قبل البدء في التصوير وأن ينتظروا الموافقة عليها. وكانت الأفلام الهوليوودية تُعامل بشكل مختلف إلى حد ما، حيث تم اعتبارها أفلام أجنبية وتمثل واقع مختلف عن واقع المملكة المتحدة، ولذلك كانت تمر أفلام أمريكية كثيرة كأفلام العصابات بدون أن يؤثر عليها مقص الرقيب بالرغم من زيادة المخالفات بها بشكل واضح عن الأفلام البريطانية.[بحاجة لمصدر]
خلال الحرب العالمية الثانية، انتقلت مسئولية الرقابة على المحتوى السياسي في الأفلام إلى قطاع الأفلام في وزارة المعلومات. ومع تنامي أسس ومظاهر الليبرالية فيما بعد الحرب العالمية الثانية، ركز مجلس التنصيف بشكل أكبر على المواضيع المتعلقة بالجنس والعنف من المواضيع السياسية، لكن كانت هنالك بضعة استثناءات مثل العائد إلى الليل (جيه. لي تومسون، 1956)، غرفة بالأعلى (جاك كلايتون، 1959)، الضحية (باسيل ديردن، 1961).
رفض المجلس منح موافقة على نطاق المملكة المتحدة لعرض فيلم الثقافة الجنسية السويدي لغة الحب (Language of Love) في عام 1970. بالرغم من ذلك، في سبتمبر من السنة اللاحقة، تجمهر قرابة ثلاثون ألف متظاهر في ميدان ترفلغار بلندن احتجاجًا على عرض الفيلم في إحدى صالات العرض القريبة في ميدان ليستر. وقرر اللورد فرانك باكينهام وعضو البرلمان ريموند بلاكبيرن رفع دعوى في محكمة الاستئناف لتصنيف العمل كفيلم إباحي والتي وجهت ضد مفوض شرطة العاصمة الذي كان قد رفض التدخل في اختصاصات مجلس تصنيف الأفلام.
في عام 1984، غيرت المنظمة اسمها كي «تعكس حقيقة أن التصنيف هو المهمة الأولى للمجلس وليس الرقابة». وأوكل للمجلس مسؤولية تصنيف مختلف أعمال الفيديو. وفي العادة تحصل نسخة الفيلم للسينما على نفس تصنيف نسخة الفيديو للعرض المنزلي، لكن في أحيان كثيرة يكون تصنيف نسخة الفيديو أكثر تشددًا.
في ديسمبر 1986، كانت أول لعبة كمبيوتر يتم اعتمادها من قبل المجلس البريطاني لتصنيف الأفلام عبارة عن مغامرة نصية مصورة تسمى دراكولا (Dracula)، استنادًا إلى رواية برام ستوكر المعروفة، والتي أصدرتها شركة سي آر إل، وحصلت اللعبة على تصنيف "15". وفي 11 ديسمبر 1987 كانت أول لعبة حاسوب تحصل على تصنيف "18" هي مغامرة نصية مصورة أخرى تسمى جاك السفاح (Jack the Ripper) من نفس الشركة، والتي استوحت تسلسلها من جرائم جاك السفاح في لندن خلال العصر الفيكتوري. أول لعبة فيديو تم رفض تصنيفها من قبل المجلس كانت كارمجدون (Carmageddon) في عام 1997، ولكن تم منح نسخة معدلة من اللعبة لاحقًا تصنيف "18". في يونيو 2007، تم رفض تصنيف مان هانت 2 في كل من إصدارات بلاي ستيشن 2 ووي، مما يعني أن بيع اللعبة أو توزيعها غير قانوني. تم إصدار نسخة معدلة تم قبولها من قبل مجلس تقدير البرمجيات الترفيهية في الولايات المتحدة ولكن تم رفض التصنيف من قبل المجلس البريطاني لتصنيف الأفلام. تم نقض القرار الثاني لاحقًا من قبل لجنة الاستئناف بالفيديو (هيئة مستقلة تم إنشاؤها بموجب تشريع)؛ ثم طلب مجلس التصنيف من المحكمة العليا إجراء مراجعة قضائية لقرار لجنة الاستئناف للفيديو. قضت المحكمة العليا بأن لجنة الاستئناف قد ارتكبت أخطاء في القانون وأمرتها بإعادة النظر في قرارها، وحكمت لجنة الاستئناف لاحقًا بأن النسخة المعدلة من اللعبة يجب أن تحصل على تصنيف 18، والتي قبلها المجلس.
حكمت وزارة الثقافة والإعلام والرياضة في 16 يونيو 2009 لصالح نظام معلومات الألعاب الأوروبية ليكون نظام التصنيف الوحيد لألعاب الفيديو والبرامج في المملكة المتحدة. كان من المتوقع مبدئيًا أن يدخل حيز التنفيذ اعتبارًا من 1 أبريل 2011 لكنه تأخر إلى 30 يوليو 2012.
تم الإعلان عن شراكة بين نتفليكس والمجلس البريطاني لتصنيف الأفلام في 13 مارس 2019 ليكون المجلس مسؤولاً عن تصنيف محتوى شبكة نتفلكس في المملكة المتحدة. وقد بدأت عملية التصنيف فعليًا في نهاية أكتوبر 2019.

## المسؤوليات والصلاحيات
الصفة القانونية للمجلس البريطاني لتصنيف الأفلام هي منظمة كوانغو ممولة ذاتيًا. يتم التحكم في شؤون أعمالها من قبل مجلس إدارة يتم اختياره من الشخصيات البارزة في قطاعي التصنيع والخدمات في صناعة السينما. يعين هذا المجلس الرئيس، الذي يتحمل المسؤولية القانونية عن تصنيف مقاطع الفيديو والمدير الذي يتحمل المسؤولية التنفيذية ويضع السياسة. يتم تمويل المجلس، ومقره ميدان سوهو بلندن، من الرسوم التي يتقاضاها لتصنيف الأفلام ومقاطع الفيديو ويتم تشغيله على أساس غير هادف للربح. يُعيّن المديرون بشكل دائم وكذلك القائمون على مشاهدة وتقييم الأفلام وغيرها من المواد المرئية والذين يُطلب منهم مشاهدة ما بين 5 ساعات إلى 35 ساعة في الأسبوع.

### المونتاج
يحدث هذا عادةً عندما يصنف المجلس عملاً ما بتصنيف أكثر تشددًا من التصنيف الذي طلبه موزعو الفيلم. ولكن في حالات أخرى يقوم المجلس بالتنبيه على وجوب حذف بعض المشاهد كي لا يتم تصنيف العمل في فئة متشددة، مثل المشاهد التي تخالف قانون حماية الأطفال لعام 1978 وقانون السينماتوغراف (فصل الحيوانات) لعام 1937. ولا يقدم المجلس تصنيف مخفف طالما أن الموزع لم يلتزم بإرشادات الحذف التي حددها. حتى أن بعض الأفلام يتم رفض تصنيفها إذا رفض الموزع الحذف.

### السينما
السلطات المحلية هي صاحبة القرار الأخير فيما يخص عرض الأفلام في السينما. وتتفق السلطات المحلية في أغلب الأحيان مع تصنيفات المجلس. لكن كانت هناك استثناءات بارزة، منها ما حدث في السبعينيات عندما منح المجلس تصنيف X (المعادل لـ "18" حاليًا) لفيلمي التانغو الأخير في باريس وطارد الأرواح الشريرة في حين أن العديد من السلطات المحلية منعت عرضهما. وأيضًا فيلم حياة براين الذي صنفه المجلس كـ "AA" (مناسب لمن هم فوق 14 سنة) في حين منع من العرض في 39 سلطة محلية.

### تسجيلات الفيديو
بموجب قانون تسجيلات الفيديو لعام 1984، لابد من وجود تصنيف لمختلف أعمال الفيديو والتسجيلات، وتوزيعها وبيعها هو غير قانوني، والمجلس البريطاني لتصنيف الأفلام هو المسؤول عن عملية التصنيف والتي تحوي فئات مستثناة. ولا تملك السلطات المحلية سلطة كبيرة على أفلام وتسجيلات الفيديو على عكس السينما.

### ألعاب الفيديو
سبق للمجلس تصنيف بعض ألعاب الفيديو. لكن في العادة تعتبر ألعاب الفيديو مُعفاة من التصنيف طالما أنها لا تعرض نشاط جنسي واضح أو عنف شديد. بعد إقرار قانون الاقتصاد الرقمي لعام 2010، انتقلت مسؤولية تصنيف ألعاب الفيديو في المملكة المتحدة من مجلس التصنيف إلى مجلس معايير الفيديو باستخدام نظام معلومات الألعاب الأوروبية. يتم إرسال اللعبة إلى المجلس البريطاني لتصنيف الأفلام فقط إذا كانت تحتوي على مواد إباحية قوية أو إذا كانت تتضمن مواد فيديو لا يمكن الوصول إليها مباشرة من خلال اللعبة نفسها (على سبيل المثال، فيلم وثائقي).

### شركات تشغيل الهاتف المحمول
يقوم المجلس البريطاني لتصنيف الأفلام أيضًا بالرقابة على مشغلي الهاتف المحمول. تُستخدم إرشادات المجلس للأفلام والفيديو لمعايرة المرشحات المستخدمة من قبل المشغلين لتقييد الوصول إلى محتوى الإنترنت في حالة عدم الالتزام بالتأكد من العمر القانوني للمستخدم. تستند إرشادات المجلس على المشاورات العامة التي تجرى كل 4-5 سنوات.

### مواقع الويب
أصبح المجلس هو المُنظم القانوني المسؤول عن المواقع الإباحية في عام 2017 بعد إقرار قانون الاقتصاد الرقمي لعام 2017. وباعتباره المنظم القانوني، فهو مسؤول عن التعرف على مواقع الويب الإباحية التجارية والتأكد ما إن كانت لا تقدم تحذير العمر المناسب ومعاقبتها بطرق مختلفة تشمل تجميد التحويلات المالية أو حجب المواقع عبر مزودي خدمة الإنترنت. وهذا يشمل كل المواقع سواء كانت مؤسسة في المملكة المتحدة أو خارجها. وقبل توليه المسؤولية، كان مجلس تصنيف الأفلام هو المرشح المرجّح بشكل غير رسمي في 2016، وتم عرض المسئولية عليه في شهر نوفمبر من نفس العام والتي وافق على توليها. وتم التعيين بشكل رسمي في فبراير 2018. في في عام 2018 أعلن المجلس عن تقديره لوجوده حوالي 5 ملايين موقع إباحي تجارية في الإنترنت.
في مارس 2019، نشر المجلس إعلانًا ينص على أن وسائل التواصل الاجتماعي لن تندرج ضمن اختصاص المجلس، ولا المواقع التي تشكل فيها المواد الإباحية ثلث أو أقل من مواد الموقع.

## التصنيفات الحالية
يصدر مجلس تصنيف الأفلام البريطاني حاليًا التصنيفات التالية. تم إدخال الفئات الحالية ورموزها في دور السينما في أكتوبر 2019 لتحل محل الرموز السابقة التي كانت موجودة منذ عام 2002.
| رمز | اسم        | وصف | القواعد الإرشادية |
| --- | ---------- | --- | --- |
|     | شامل       | مناسب للجميع. يجب أن يكون الفيلم مناسبًا للجمهور من سن أربع سنوات فما فوق.                                                                        | الفيلم المصنّف بـ "U" قد يحتوي على لغة قاسية لكن بشكل غير متكرر. قد يحتوي على إشارات جنسية بشكل غير مباشر ومعتدل، وعنف خفيف طالما كان السياق يبرره. حتى عام 2009، كان يوجد أيضًا تصنيف "UC" لمقاطع الفيديو المناسبة بشكل خاص للصغار. |
|     | إرشاد أسري | مناسب بشكل عام، لكن هناك بعض المشاهد التي قد تكون غير مناسبة للأطفال الصغار. الأفلام لا تسبب أي مشاكل لمن هم في الثامنة أو أكثر                  | قد يحتوي على لغة حادة لكن باعتدال (والتكرار أو الزيادة قد يؤدي إلى تمرير الفيلم لفئة أعلى) وقد يحتوي على إشارات للجنس والمخدرات. وقد يحتوي على عنف متوسط طالما أن هنالك سياق (مثل أفلام الخيال). يمكن للأطفال مشاهدة الأفلام بمفردهم، لكن يُنصح الوالدان بالتحقق ما إن كان الفيلم قد يحتوي على مواد حساسة أو قد تؤثر على أطفالهم. |
|     | 12A        | مسموح فقط لمن هم في سن الثانية عشر أو أكبر. يمكن لمن هم دون الـ 12 مشاهدة الفيلم بشرط اصطحاب فرد بالغ. (خاص بإصدارات السينما)                    | قد يحتوي على مواضيع متعلقة بمشاكل المرا المراهقين، والتمييز، والمخدرات الخفيفة، واللغة الحادة غير المباشرة، وبشكل معتدل العنف والإشارات الجنسية والعري. قد يتم تصوير النشاط الجنسي لفترة وجيزة وغير واضحة. قد يُسمح باستخدام لغة فظة بناءً على التكرار وكيفية استخدامها، فضلاً عن التبرير السياقي. قد يتم الإشارة إلى العنف الجنسي ضمنيًا أو باقتضاب. |
|     | 12         | مسموح فقط لمن هم في سن الثانية عشر أو أكبر. (خاص بإصدارات الفيديو)                                                                               | قد يحتوي على مواضيع متعلقة بمشاكل المرا المراهقين، والتمييز، والمخدرات الخفيفة، واللغة الحادة غير المباشرة، وبشكل معتدل العنف والإشارات الجنسية والعري. قد يتم تصوير النشاط الجنسي لفترة وجيزة وغير واضحة. قد يُسمح باستخدام لغة فظة بناءً على التكرار وكيفية استخدامها، فضلاً عن التبرير السياقي. قد يتم الإشارة إلى العنف الجنسي ضمنيًا أو باقتضاب. |
|     | 15         | مناسب فقط لمن هم في سن 15 سنة وما فوق. لا يجوز لمن هم دون السن مشاهدة الفيلم في السينما أو استئجار أو شراء نسخة فيديو بهذا التصنيف.              | قد يحتوي الفيلم على مواضيع خاصة بالبالغين، ويمكن أن تتكرر اللغة الفظة والعنف الواضح والإشارات الجنسية ومشاهد العري (بدون تفاصيل صريحة) وكذلك تعاطي المخدرات. ويمكن أن يصوّر النشاط الجنسي لكن بدون إظهار تفاصيل واضحة. ويمكن أن يكون هناك عنف جنسي طالما أنه ضمن السياق وضمن معالجة الفيلم. |
|     | 18         | للكبار فقط. لا يجوز لمن تقل أعمارهم عن 18 عامًا مشاهدة الفيلم في دور العرض أو استئجار أو شراء نسخة فيديو بهذا التصنيف.                            | لا توجد قيود على اللغة الفجّة. كما يمكن تصوير تعاطي المخدرات والتلميحات الجنسية المباشرة وحتى تصوير النشاط الجنسي بشكل واضح. ويمكن أن يتم السماح بمشاهد جنسية قوية طالما أنها في السياق. ويسمح بالعنف الشديد وحتى التعذيب. يسمح بالعنف الجنسي طالما أنه لم يتم تصويره بشكل شبقي أو بشكل صريح للغاية، وفي تلك الحالة يتم طلب حذف بعض المشاهد. |
|     | R18        | يتم العرض في صالات العرض الحاصلة على شهادة الموافقة مسبقًا أو مدمجة في متجر جنس مرخّص، ويتم العرض للبالغين فقط. وقد لا تتوفر خدمة التوصيل بالبريد. | تضم هذه الفئة أعمال إباحية صريحة، أي كالاتصال الجنسي الحقيقي أو أنها تحتوي على صور تمثل النشاط الجنسي والملذات الشبقية، أو رسوم متحركة صريحة، أو مشاهد لأفعال معينة مثل بلع المني. ولكن هناك مجموعة من الأمور التي يجب الابتعاد عنها للبقاء في التصنيف، مثل الإصابات القوية الناجمة عن ممارسات بي دي إس إم أو ضرب الأرداف أو الولع بالبول، أو مشاهد تشير إلى زنا المحارم حتى لو أن الأمر مجرد تمثيل، وكذلك الإشارات للجنس للقصّر والأطفال والتصرفات العدوانية القوية مثل شدّ الشعر والبصق. وفي هذه الفئة عادةً ما يتم طلب حذف المشاهد أكثر من أي فئة أخرى. |

## الرقابة والانتقاد
واجه المجلس البريطاني لتصنيف الأفلام انتقادات حادة في فترات زمنية مختلفة لموقفهم المفرط تجاه الرقابة على الأفلام، ففي عقد الستينيات كانت الأفلام تخضع للرقابة بشكل روتيني ومكثف كوسيلة للتأثير على المجتمع. على سبيل المثال، تم حذف العديد من مشاهد الفيلم الأمريكي متمرد بلا هدف وحصل على تقييم "X" بسبب «إمكانية تشجيع المراهقين على التمرد». كما حذفت مشاهد من فيلم ابتسامات ليلة الصيف للمخرج السويدي إنغمار برغمان بسبب «اللغة الجنسية الصريحة».
أصبح موقف المجلس أكثر تحررًا خلال الستينيات، حيث ركز على الرقابة على مشاهد الجنس والعنف الصريحة. ولكن تسببت بعض قرارات المجلس في إثارة الجدل في السبعينيات عندما منعت أفلام كانت رائجة في بلاد أخرى (مثل مجزرة منشار تكساس والبيت الأخير على اليسار، وفي نقد من اتجاه آخر، لاعتماده تصنيف أفلام مثيرة للجدل مثل كلاب القش والبرتقالة الآلية. وفي أواخر التسعينيات عادت إجراءات التراخي خلال فترة رئاسة أندرياس ويتام سميث، ومن ثمّ كوينتين توماس، وأعيد تصنيف بعض الأفلام التي كانت قد رفضت في السابق. ولكن تظل بعض الأفلام من السبعينيات ممنوعة، ويعود هذا على الأرجح لعدم إرسال الموزعين طلب لإعادة التصنيف للمجلس. ولكن في حالات أخرى، رفضت بعض الأعمال وقت إصدارها ومرة أخرى عند تقديم الطلب بعد عقود من إصدار الفيلم وهي في الغالب أفلام ذات محتوى جنسي صريح تمامًا أو عنف مفرط، مثل فيلم الفيديو معسكر الحب 7 الذي صدر في عام 1969 ورفض تصنيفه وقتها ثم رفض مجددًا في عام 2002 عندما طُلب إعادة تصنيفه، وكذلك فيلم نساء في الزنزانة 9 الذي صدر في 1977 ورفض في 2004.
بشكل عام، تغير الموقف عبر السنين تجاه ما يسمح به للأطفال وصغار السن، ويظهر هذا جليًا في إصدارات الفيديو للأفلام القديمة التي حصلت على إعادة تصنيف. على سبيل المثال، يمكن أن يحصل فيلم في العقد الثاني من القرن العشرين على تصنيف A ولكنه بالمفهوم الحالي سيحصل على الأرجح على تصنيف أخفّ كـ PG. وهناك أفلام يمكن أن تحصل على تصنيفات أخف بدرجة كبيرة، مثل فيلم الرعب انتقام الزومبي الذي حصل عند عرضه للمرة الأولى في عام 1951 على تصنيف X المشدد، في حين حصل على تصنيف U المناسب لكل الفئات العمرية عندما أعيد تصنيفه بعد ما يقرب من نصف قرن. ومن الأمثلة الأخرى فيلم الرعب جزيرة الأرواح التائهة لبيلا لوغوسي الذي رفض تصنيفه عند إصداره للمرة الأولى في عام 1932 ثم حصل على تصنيف X في الخمسينيات، ليحصل عند إصداره كفيديو في عام 1996 على تصنيف "12" ثم تصنيف PG الأقل في 2011.

### مرحلة جديدة
منذ عام 1999 بدأ المجلس في اتجاه جديد وهو التراخي والتخفيف. وقد أدى هذا إلى دخول الأفلام الإباحية الصريحة وتصنيفها لتكون متاحة لجمهور من هم فوق الثامنة عشر عبر تصنيف R18. ويحظر بيع هذه الأفلام إلا في محلات الجنس المرخصة والتي يبلغ عددها في المملكة المتحدة حوالي 300، كما يمكن عرضها أيضًا في السينمات المرخصة والمخصصة لهذه الفئة من الأفلام.
وهناك أفلام تم تصنيفها في الفئة "18" واحتوت على مشاهد مثلت نشاط جنسي حقيقي مثل رحيل لا رجعة فيه، 9 أغاني، ضد المسيح. ومع ظهور هذا الاتجاه الجديد، ظهرت أصوات معارضة لنهج مجلس تصنيف الأفلام خاصةً في الصحافة المحافظة مثل جريدة ديلي مايل. ومن الأمثلة التاريخية الهامة لنقد سياسة المجلس الجديدة، هو عرض فيلم تصادم للمخرج ديفد كروننبرغ بدون قطع. حيث كتبت جريدة ديلي مايل في اليوم التالي (19 مارس 1997) في العنوان الافتتاحي «نعم للرقابة على أفلام الجنس المنحرفة».

## القيادة

### رؤساء المجلس البريطاني لتصنيف الأفلام
- جورج أ. ريدفورد (1 يناير 1913 - 12 نوفمبر 1916)
- توماس باور أوكونور (11 ديسمبر 1916 - 18 نوفمبر 1929)
- إدوارد شورت (21 نوفمبر 1929 - 10 نوفمبر 1935)
- وليام تيريل (25 نوفمبر 1935 - 22 مارس 1948)
- سيدني هاريس (31 مارس 1948- يونيو 1960)
- هربرت موريسون (يونيو 1960 - 6 مارس 1965)
- ديفيد أورمسبي جور (21 يوليو 1965 - 26 يناير 1985) (توفي في المنصب)
- جورج لاسيليس (يونيو 1985 - 18 ديسمبر 1997)
- أندرياس ويتام سميث (18 ديسمبر 1997 - 1 أغسطس 2002)
- كوينتن توماس (1 أغسطس 2002 - 17 أكتوبر 2012)
- باتريك سوافير (17 أكتوبر 2012 - الآن)[62]

### مديرو المجلس البريطاني لتصنيف الأفلام
خلال فترة جيمس فيرمان، تغير لقب الرئيس التنفيذي في المجلس من «سكرتير المجلس» إلى «المدير». مع تعيين ديفيد أوستن في عام 2016، تغير اللقب إلى الرئيس التنفيذي
قائمة بمديري المجلس:
- جوزيف بروك ويلكنسون (1 يناير 1913 - 15 يوليو 1948) (توفي في المنصب)
- ايه، تي. واتكنز (26 يوليو 1948 - 23 يناير 1957)
- جون نيكولز (23 يناير 1957 - 30 أبريل 1958)
- جون تريفيليان (22 مايو 1958 - 1 يوليو 1971)
- ستيفن مورفي (1 يوليو 1971 - 18 يونيو 1975)
- جيمس فيرمان (18 يونيو 1975 - 10 يناير 1999)
- روبن دوفال (11 يناير 1999 - 19 سبتمبر 2004)
- ديفيد كوك (20 سبتمبر 2004 - 10 مارس 2016)[64][65]
- ديفيد أوستن (10 مارس 2016 - حتى الآن)[63]

## وصلات خارجية
- الموقع الرسمي للمجلس البريطاني لتصنيف الأفلام

## الهوامش
1. ↑   http://www.bbfc.co.uk/about-bbfc/contact-us. اطلع عليه بتاريخ 2018-09-16. {{استشهاد ويب}}: |url= بحاجة لعنوان (مساعدة) والوسيط |title= غير موجود أو فارغ (من ويكي بيانات) (مساعدة)
2. ↑  at 11:17، Rebecca Hill 17 Oct 2018. "UK.gov to press ahead with online smut checks (but expects £10m in legals in year 1)". www.theregister.co.uk. مؤرشف من الأصل في 2019-03-22. اطلع عليه بتاريخ 2019-05-11.{{استشهاد ويب}}:  صيانة الاستشهاد: أسماء عددية: قائمة المؤلفين (link)
3. ↑  "UK's controversial 'porn blocker' plan dropped" (بالإنجليزية البريطانية). BBC News. 16 Oct 2019. Archived from the original on 2019-10-17. Retrieved 2019-10-16.
4. ↑  Berlin Airlift. National Archives. Retrieved 11 February 2016. نسخة محفوظة 28 نوفمبر 2017 على موقع واي باك مشين.
5. ↑  Nelmes، Jill (2003). An introduction to film studies. Routledge. ص. 41. ISBN:0-415-26268-2.
6. ↑  "BBFC Video ratings". المجلس البريطاني لتصنيف الأفلام. مؤرشف من الأصل في 2016-05-27. اطلع عليه بتاريخ 2016-06-11.
7. ↑  "welcome to the bbfc". المجلس البريطاني لتصنيف الأفلام. مؤرشف من الأصل في 2009-11-20. اطلع عليه بتاريخ 2010-02-06.
8. ↑  "About the BBFC". British Board of Film Classification. مؤرشف من الأصل في 2015-06-26. اطلع عليه بتاريخ 2015-06-17.
9. ↑  Conrich, Ian (October 2003). "Film Classification and the BBFC" نسخة محفوظة 18 August 2020 على موقع واي باك مشين.. BBC. Retrieved 20 September 2012.
10. ↑  "133–135, Oxford Street, Westminster" نسخة محفوظة 4 March 2016 على موقع واي باك مشين.. British Listed Buildings. Retrieved 8 July 2015.
11. ↑  Aldgate, Anthony. (1995). Censorship and the Permissive Society: British Cinema and Theatre, 1955-1965 نسخة محفوظة 27 July 2020 على موقع واي باك مشين.. Clarendon Press. (ردمك 9780198112419)
12. ↑  Petrie، Duncan J. (1991). Creativity And Constraint In The British Film Industry. Palgrave MacMillan. ص. 52. ISBN:978-1-349-21473-0. مؤرشف من الأصل في 2021-12-03.
13. ↑  Robertson، James Crighton (1993). The Hidden Cinema: British Film Censorship in Action, 1913–1975. ص. 39. ISBN:978-0-415-09034-6. مؤرشف من الأصل في 2022-07-29. The film is so cryptic as to be almost meaningless. If there is a meaning, it is doubtless objectionable
14. ↑  Low، Rachael (1970). History of British Film. ص. 70. ISBN:978-0-415-15451-2. مؤرشف من الأصل في 2021-12-03.
15. ↑  "Raymond Blackburn". The Herald. 5 نوفمبر 1991. مؤرشف من الأصل في 2014-06-16. اطلع عليه بتاريخ 2012-09-01.
16. ↑  Burns، Peter (1975). "Private Prosecutions in Canada: The Law and a Proposal for Change" (PDF). McGill Law Journal. ج. 21: 269. مؤرشف من الأصل (PDF) في 2014-05-17.
17. ↑  "[1973] 1 Q.B. 241 (C.A.)". مؤرشف من الأصل في 2021-12-03.
18. ↑  Briggs، Adam؛ Cobley, Paul (2002). The Media: An Introduction (ط. second; illustrated). Pearson Education. ص. 480. ISBN:978-0-582-42346-6. مؤرشف من الأصل في 2021-08-19.
19. ↑  Caughie، John؛ Rockett, Kevin (1996). The Companion to British and Irish Cinema (ط. reissue, illustrated). Cassell. ص. 35. ISBN:0-304-34158-4. مؤرشف من الأصل في 2020-10-03.
20. ↑  Reed، Kristan (26 أكتوبر 2007). "Bram Stoker's Dracula Review • Reviews • Retro •". Eurogamer.net. مؤرشف من الأصل في 2014-03-10. اطلع عليه بتاريخ 2014-03-10.
21. ↑  "Jack The Ripper classification". British Board of Film Classification. مؤرشف من الأصل في 2012-03-06. اطلع عليه بتاريخ 2011-01-14.
22. ↑  Staff (19 يونيو 2007). "Censors ban 'brutal' video game". BBC News. مؤرشف من الأصل في 2017-07-30. اطلع عليه بتاريخ 2009-07-13.
23. ↑  "Censors battle for Manhunt 2 ban". BBC News. 18 ديسمبر 2007. مؤرشف من الأصل في 2009-01-27. اطلع عليه بتاريخ 2009-07-13.
24. ↑  "Manhunt 2 Receives 18 Certificate from BBFC". Gamers Hell. 14 مارس 2008. مؤرشف من الأصل في 2009-07-07. اطلع عليه بتاريخ 2009-07-13.
25. ↑  Fahey، Mike (16 يونيو 2009). "PEGI Triumphs Over The BBFC". كوتاكو. مؤرشف من الأصل في 2009-07-20. اطلع عليه بتاريخ 2009-07-13.
26. ↑  Parlett، Ben (15 يوليو 2010). "PEGI ratings delayed until 2011". MCV. مؤرشف من الأصل في 2010-07-18. اطلع عليه بتاريخ 2010-07-15.
27. ↑  Towell، Justin (30 يوليو 2012). "PEGI becomes the sole age rating system for UK games. But is there any point when so few people look at them?". gamesradar. مؤرشف من الأصل في 2012-07-30. اطلع عليه بتاريخ 2012-09-20.
28. ↑  "BBFC and Netflix announce new age ratings partnership as parents demand greater consistency across video on demand and online games platforms". BBFC website. 14 مارس 2019. مؤرشف من الأصل في 2020-07-27. اطلع عليه بتاريخ 2020-05-06.
29. ↑  Ross Kelly (30 أكتوبر 2019). "Netflix Becomes First Streaming Service to Use BBFC Classifications". Digit.fyi. مؤرشف من الأصل في 2020-07-27. اطلع عليه بتاريخ 2020-05-06.
30. ↑  Petley، Julian (2011). Film and Video Censorship in Contemporary Britain. Edinburgh University Press Series. Edinburgh University Press. ص. 35. ISBN:9780748625383. In its statutory role the BBFC will become a large quango accountable to no one but the Secretary of State.
31. ↑  "The Listener". بي بي سي. ج. 11: 5. 1984. The BBFC (in its role of video censor) will become a quango, accountable to no one but the Secretary of State, undemocratic and secretive.
32. ↑  "London Job Vacancies". British Board of Film Classification. مؤرشف من الأصل في 2009-09-13. اطلع عليه بتاريخ 2009-08-29.
33. ↑  "Monty Python's Life of Brian". BBFC. 24 أغسطس 1979. مؤرشف من الأصل في 2019-10-12. اطلع عليه بتاريخ 2014-01-22.
34. ↑  Chrisafis، Angelique (30 أغسطس 2002). "Spider-Man seizes the under-12s". The Guardian. UK. مؤرشف من الأصل في 2013-08-26. اطلع عليه بتاريخ 2009-07-13.
35. ↑  "Local Authority Decisions". Students' British Board of Film Classification. مؤرشف من الأصل في 2008-07-04. اطلع عليه بتاريخ 2009-07-13.
36. ↑  "PEGI ratings become UK's single video game age rating system". The Association for UK Interactive Entertainment (Ukie). 30 يوليو 2012. مؤرشف من الأصل في 2019-04-05. اطلع عليه بتاريخ 2019-10-31.
37. ↑  "Mobile Content". BBFC. مؤرشف من الأصل في 2014-01-07. اطلع عليه بتاريخ 2013-12-30.
38. ↑  "BBFC Tapped as New Porn Age-Verification Regulator". xbiz. مؤرشف من الأصل في 2016-10-15. اطلع عليه بتاريخ 2016-10-16.
39. ↑  "Britain's First Official Internet Censor Is... The BBFC". Sex and Censorship. 12 أكتوبر 2016. مؤرشف من الأصل في 2016-10-16. اطلع عليه بتاريخ 2016-10-16.
40. ↑  Colin Drury (13 مايو 2018). "Newsagents to sell 'porn passes' to visit X-rated websites anonymously under new government plans". The Independent. مؤرشف من الأصل في 2018-06-12. اطلع عليه بتاريخ 2018-06-11.
41. ↑  Damien Gayle (12 مارس 2018). "Porn site age checks are delayed to make sure officials 'get it right'". BBC News. مؤرشف من الأصل في 2018-03-12. اطلع عليه بتاريخ 2018-03-13.
42. ↑  Billy Perrigo (20 أغسطس 2018). "The U.K. Is About To Regulate Online Porn, and Free Speech Advocates Are Terrified". Time. مؤرشف من الأصل في 2018-09-23. اطلع عليه بتاريخ 2018-09-17.
43. ↑  Hill, Rebecca. "UK.gov to press ahead with online smut checks (but expects £10m in legals in year 1)". www.theregister.com (بالإنجليزية). Archived from the original on 2021-10-09. Retrieved 2021-12-10.
44. ↑  "Classification". British Board of Film Classification. مؤرشف من الأصل في 2021-11-04. اطلع عليه بتاريخ 2021-10-12.
45. ↑  "Industry – BBFC age rating symbols user guide". British Board of Film Classification. مؤرشف من الأصل في 2021-10-31. اطلع عليه بتاريخ 2021-10-12.
46. ↑  "U | British Board of Film Classification". bbfc.co.uk. مؤرشف من الأصل في 2019-10-17. اطلع عليه بتاريخ 2019-10-30.
47. 1 2  "History of the age ratings symbols". British Board of Film Classification. مؤرشف من الأصل في 2013-01-11.
48. ↑  "PG | British Board of Film Classification". bbfc.co.uk. مؤرشف من الأصل في 2019-10-18. اطلع عليه بتاريخ 2019-10-30.
49. ↑  "12A and 12 | British Board of Film Classification". bbfc.co.uk. مؤرشف من الأصل في 2019-10-18. اطلع عليه بتاريخ 2019-10-30.
50. ↑  "15 | British Board of Film Classification". bbfc.co.uk. مؤرشف من الأصل في 2019-10-18. اطلع عليه بتاريخ 2019-10-30.
51. ↑  "18 | British Board of Film Classification". bbfc.co.uk. مؤرشف من الأصل في 2019-10-18. اطلع عليه بتاريخ 2019-10-30.
52. ↑  "BBFC Classification Guidelines" (PDF). British Board of Film Classification. 2019. مؤرشف من الأصل (PDF) في 2021-07-06. اطلع عليه بتاريخ 2021-10-12.
53. ↑  "BBFC Statistics". British Board of Film Classification. مؤرشف من الأصل في 2010-11-20. اطلع عليه بتاريخ 2010-11-27.
54. ↑  Douglas L. (2004). The making of Rebel without a cause. Jefferson, N.C.: McFarland. ص. 189–190. ISBN:0-7864-1976-8. OCLC:55633586. مؤرشف من الأصل في 2021-12-27.
55. ↑  Roya Nikkhah (2009-06-21). "To cut or not to cut – a censor's dilemma". The Daily Telegraph. نسخة محفوظة 2020-11-21 على موقع واي باك مشين.
56. ↑  "Smiles of a Summer Night". British Board of Film Classification. 17 سبتمبر 1956. مؤرشف من الأصل في 2012-05-16. اطلع عليه بتاريخ 2011-06-15.
57. ↑  "BBFC Banned Cinema Films". Melon Farmers. مؤرشف من الأصل في 2011-06-09. اطلع عليه بتاريخ 2011-06-15.
58. ↑  http://www.bbfc.co.uk/website/Classified.nsf/ClassifiedWorks/14392EDE6E136FF080256C3F001F220D?OpenDocument نسخة محفوظة 2012-02-22 على موقع واي باك مشين.
59. ↑  "WOMEN IN CELLBLOCK 9 Rejected by the BBFC". مؤرشف من الأصل في 2013-12-13. اطلع عليه بتاريخ 2021-12-13.{{استشهاد ويب}}:  صيانة الاستشهاد: BOT: original URL status unknown (link)
60. ↑  David J. (1993). The monster show : a cultural history of horror (ط. 1st ed). New York: Norton. ISBN:0-393-03419-4. OCLC:25914002. مؤرشف من الأصل في 2020-01-25. {{استشهاد بكتاب}}: |طبعة= يحتوي على نص زائد (مساعدة)
61. ↑   نسخة محفوظة 2021-12-06 على موقع واي باك مشين.
62. ↑  "BBFC Announces New President" (Press release). British Board of Film Classification. 17 أكتوبر 2012. مؤرشف من الأصل في 2013-01-12. اطلع عليه بتاريخ 2013-01-03.
63. 1 2  "BBFC welcomes new Chief Executive Officer" (Press release). British Board of Film Classification. 11 مارس 2016. مؤرشف من الأصل في 2016-03-20. اطلع عليه بتاريخ 2016-03-18.
64. ↑  "BBFC announces New Director" (Press release). British Board of Film Classification. 30 يونيو 2004. مؤرشف من الأصل في 2009-07-06. اطلع عليه بتاريخ 2009-06-10.
65. ↑  "David Cooke reflects on high profile classification decisions from his tenure as BBFC Director" (Press release). British Board of Film Classification. 22 فبراير 2016. مؤرشف من الأصل في 2016-03-26. اطلع عليه بتاريخ 2016-03-18.